# Jan Rab
Jan Rab (Schiedam, 25 december 1943) is een Nederlands voormalig voetbaltrainer en scout.

## Carrière
Rab was een linksbuiten bij SVV en speelde op zijn 17e met het Nederlandse jeugdelftal tegen Engeland, maar stopte in 1963 omdat hij trainer wilde worden.
Hij deed zijn opleiding aan het CIOS. Hij was een jaar assistent-trainer bij HVC. Daarna werd hij halverwege de jaren 1960 talentscout bij Elinkwijk, en vervolgens een jaar trainer bij NOAD.
In 1969 werd hij trainer van Telstar uit Velsen, welke Noord-Hollandse club hij in het seizoen Eredivisie 1973/74 naar de zesde plaats in de eredivisie loodste. Het jaar daarop volgde hij Bert Jacobs op als trainer van FC Utrecht. De Domstedelingen kwamen onder zijn leiding niet tot geweldige resultaten: met een 15e en een 14e plaats kan hij worden beschouwd als de slechtst presterende trainer in de historie van FC Utrecht.
Na zijn profperiode was Rab actief als amateurtrainer. Hij was onder meer coach van VVZ'49 , BVV Barendrecht, VV Rozenburg, DOVO en VV Lunteren. Van 2001 tot 2003 was hij als technisch directeur in dienst van eredivisionist NAC Breda.

### Nederlands elftal
Rab was sinds 1978 in dienst van de KNVB. In 1997 was hij voor één wedstrijd bondscoach van het Nederlands elftal. Op 26 februari van dat jaar verving hij Guus Hiddink als trainer in een vriendschappelijke wedstrijd in en tegen Frankrijk. De wedstrijd eindigde in een 2-1 verlies.
Hij maakte als chef scout deel uit van de trainersequipe van het Nederlands elftal op het WK voetbal 1998 in Frankrijk. Samen met Nol de Ruiter en Ronald Spelbos, toevallig beiden ook actief geweest bij FC Utrecht, analyseerde hij komende tegenstanders.